# سگ سگ را گاز می‌گیرد
سگ سگ را گاز می‌گیرد (به چینی: 狗咬狗) یک فیلم سینمایی دلهره‌آور، جنایی و اکشن محصول سال ۲۰۰۶ سینمای هنگ کنگ به کارگردانی چانگ پو سوئی با بازی ادیسون چن در نقش یک قاتل وحشی کامبوجی که پس از انجام مأموریت در هنگ کنگ، ناامیدانه سعی در فرار از پلیسی به با بازی سم لی را دارد. این فیلم در ۱۷ اوت ۲۰۰۶ در سینماهای هنگ کنگ اکران شد.